# NGC 6396
NGC 6396 est un jeune amas ouvert situé dans la constellation du Scorpion. Il a été découvert par l'astronome britannique John Herschel en 1837.
Selon la classification des amas ouverts de Robert Trumpler, cet amas renferme moins de 50 étoiles (lettre p) dont la concentration est moyenne (II) et dont les magnitudes se répartissent sur un grand intervalle (le chiffre 3). D'après les données du catalogue Lynga, l'amas est composé de 30 étoiles, mais Lynga indique II3m comme classification, ce qui signifie qu'il contient entre 50 et 100 étoiles. Cette contradiction entre le nombre d'étoiles et la classification du catalogue Lynga n'est pas rare.

## Observation
Avec une magnitude visuelle de 8,5, on peut observer l'amas avec des jumelles l'ouverture est de 60 à 70 mm.

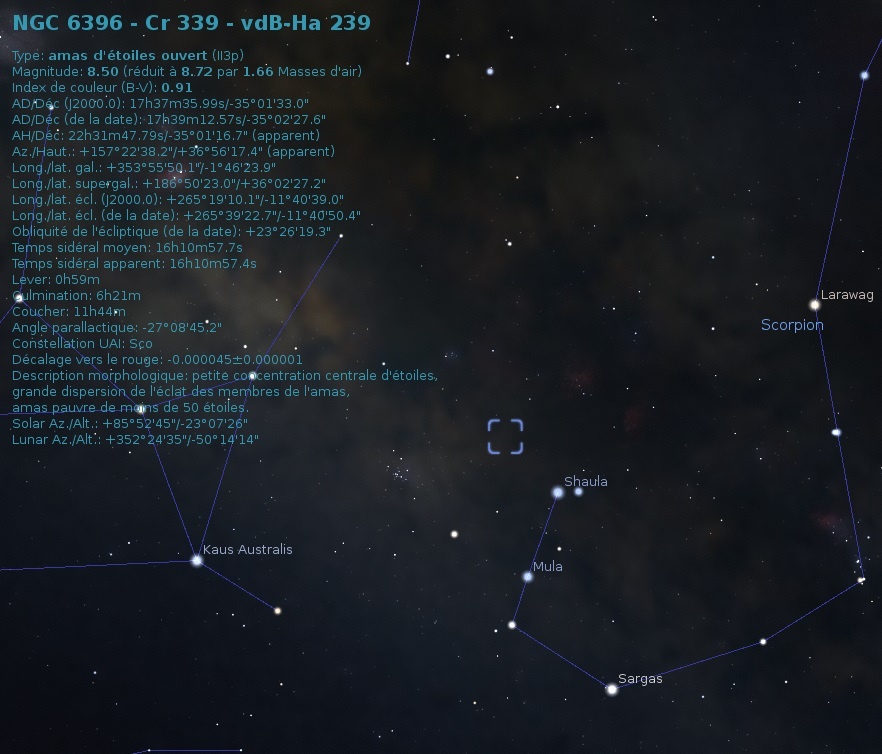
Localisation de NGC 6396 dans la constellation du Scorpion.

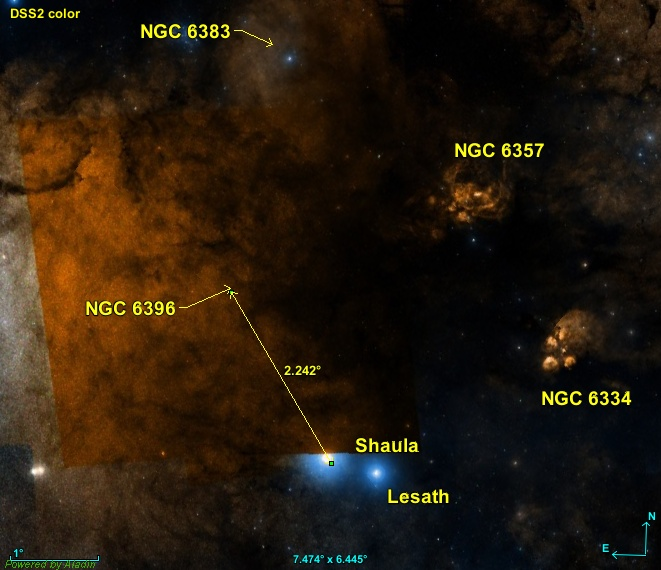
Position de NGC 6396 par rapport à deux étoiles.

NGC 6396 est situé à environ 2,2 degrés au nord-est de l'étoile Shaula (Lambda Scorpii). NGC 6383, un autre amas ouvert, est situé au nord de NGC 6396. La nébuleuse du Homard (NGC 6357) et la nébuleuse de la Patte de Chat (NGC 6334) sont dans la même région du ciel, à l'ouest de NGC 6396.

## Caractéristiques

### Distance, taille et vitesse
La base de données Simbad indique cinq valeurs de la parallaxe de l'amas mesurée par le satellite Gaia et provenant de récentes publications (2018 à 2021), soit 0,368 ± 0,038 0 mas, 0,359 ± 0,068 mas, 0,353 ± 0,064 mas, 0,353 ± 0,009 mas et 0,353 ± 0,064 mas. La moyenne de ces cinq valeurs et de leurs incertitudes sont 0,357 2 ± 0,048 6 mas ce qui correspond à une distance de 2 800 ± 381 pc (∼9 130 al).
La taille apparente de l'amas est de 3′, ou de 3,3′ (3,15 ± 0,15′) ce qui, compte tenu de la distance de 2 800 ± 381 pc et grâce à un calcul simple, équivaut à une taille réelle de 8,4 ± 1,5 al.
Simbad indique trois vitesses dont deux très semblables: −13,35 ± 0,24 km/s et −13,48 ± 0,4 km/s. La troisième valeur de −29 ± 2,5 km/s provient d'un article publié en 2017 par Loktin et Popova. Les distances et les vitesses indiquées dans cet article sont souvent très différentes des autres sources.

### Métallicité
Simbad rapporte une seule valeur de la métallicité soit 0,288. Selon cette valeur, le pourcentage d'éléments lourds (plus lourd que l'hydrogène et l'hélium) de cet amas est de 194% (10+0,2888) de celui du Soleil.

### Âge
Webda et Lynga indiquent un âge de 32 millions d'années (log10=7,506, donc 107,506).

## Étoiles
On peut obtenir les données de certaines des étoiles situées dans le champ de vision de cet amas de cet amas sur Simbad en utilisant la requête NGC 6396 Num, où Num est un nombre de 1 à 22. Le tableau ci-dessous indique les propriétés de ces étoiles.
Les distances de onze étoiles de ce tableau sont à l'intérieur de la distance moyenne de l'amas obtenue des mesures de la parallaxe et leur mouvement propre sont semblables. Elles sont probablement membres de NGC 6396. La distance moyenne de ces onze étoiles est de 2 835 ± 231 pc (∼9 250 al). Leurs mouvements propres moyens en ascension droite et en déclinaison sont respectivement égaux à −0,446 ± 0,435 mas et −1,819 ± 0,541 mas.
| Num # | Nom         | α                | δ                 | type | P (mas)         | d (pc)     | μα* (mas/an) | μδ* (mas/an) | mV    | Rem          |
| ----- | ----------- | ---------------- | ----------------- | ---- | --------------- | ---------- | ------------ | ------------ | ----- | ------------ |
| #8    | NGC 6396 8  | 17h 37m 42.0924s | -35° 02′ 04.9141″ |      | 1,7122 ± 0,0851 | 584 ± 29   | -1,829       | -10,210      | 13,50 | Nm           |
| #18   | NGC 6396 18 | 17h 37m 33.4604s | -35° 03′ 18.0149″ |      | 1,5128 ± 0,0294 | 661 ± 13   | -0,605       | -6,724       | 14,16 | Nm           |
| #3    | NGC 6396 3  | 17h 37m 36.5736s | -35° 01′ 33.0365″ | OB:  | 1,2201 ± 0,0295 | 820 ± 20   | -1,496       | -2,519       | 11,70 | Nm           |
| #15   | NGC 6396 15 | 17h 37m 35.5690s | -35° 02′ 47.7504″ |      | 0,7523 ± 0,0184 | 1329 ± 33  | 0,553        | -1,043       | 13,23 | Nm           |
| #9    | NGC 6396 9  | 17h 37m 41.4328s | -35° 02′ 05.7378″ |      | 0,5608 ± 0,0268 | 1783 ± 85  | 0,507        | -1,457       | 14,07 | Nm           |
| #7    | NGC 6396 7  | 17h 37m 42.1722s | -35° 02′ 26.8526″ |      | 0,4964 ± 0,021  | 2015 ± 85  | 0,355        | -1,218       | 13,54 | Nm           |
| #6    | NGC 6396 6  | 17h 37m 39.5851s | -35° 02′ 34.1723″ |      | 0,3954 ± 0,018  | 2529 ± 115 | -0,586       | -1,978       | 12,34 |              |
| #11   | NGC 6396 11 | 17h 37m 35.7901s | -35° 01′ 54.1325″ |      | 0,3797 ± 0,0261 | 2634 ± 181 | -0,534       | -2,115       | 13,89 |              |
| #21   | NGC 6396 21 | 17h 37m 41.0256s | -35° 00′ 51.6646″ |      | 0,3728 ± 0,0221 | 2682 ± 159 | -0,576       | -2,065       | 13,67 |              |
| #14   | NGC 6396 14 | 17h 37m 37.9330s | -35° 00′ 52.5105″ |      | 0,3676 ± 0,0217 | 2720 ± 161 | -0,368       | -1,970       | 13,77 |              |
| #4    | NGC 6396 4  | 17h 37m 37.5135s | -35° 01′ 42.3584″ | OB   | 0,3659 ± 0,0225 | 2733 ± 168 | -0,567       | -2,147       | 11,90 |              |
| #19   | NGC 6396 19 | 17h 37m 31.4208s | -35° 02′ 06.0394″ | OB   | 0,3659 ± 0,0194 | 2733 ± 145 | -0,568       | -2,089       | 11,40 |              |
| #22   | NGC 6396 22 | 17h 37m 42.0730s | -35° 00′ 44.4243″ |      | 0,3532 ± 0,0191 | 2831 ± 153 | -1,219       | -1,211       | 13,99 |              |
| #16   | NGC 6396 16 | 17h 37m 36.7074s | -35° 03′ 15.3218″ |      | 0,3474 ± 0,023  | 2879 ± 191 | -1,284       | -1,825       | 13,81 |              |
| #5    | NGC 6396 5  | 17h 37m 62.93s   | -35° 02′ 10.4764″ | OB   | 0,3301 ± 0,0214 | 3029 ± 196 | 0,639        | -0,400       | 11,42 | M?           |
| #5    | CD-34 11862 | 17h 37m 62.93s   | -35° 02′ 10.4764″ | OB   | 0,3301 ± 0,0214 | 3029 ± 196 | 0,639        | -0,400       | 11,42 |              |
| #12   | NGC 6396 12 | 17h 37m 34.3895s | -35° 02′ 05.8393″ |      | 0,3233 ± 0,0274 | 3093 ± 262 | -0,339       | -2,071       | 13,93 |              |
| #20   | CD-34 11864 | 17h 37m 41.7353s | -35° 01′ 10.3897″ |      | 0,3012 ± 0,0454 | 3320 ± 500 | -0,499       | -2,137       | 10,60 |              |
| #1    | CD-34 11859 | 17h 37m 35.8469s | -35° 00′ 42.5844″ | OB   | ?               | ?          | ?            | ?            | ?     | M? & Dbl/Mul |
| #2    | NGC 6396 2  | 17h 37m 34.7086s | -35° 00′ 42.3648″ | OB   | ?               | ?          | ?            | ?            | ?     | M? & Dbl/Mul |
| #10   | NGC 6396 10 | 17h 37m 40.05s   | -35° 02′ 06.5″    |      | ?               | ?          | ?            | ?            | 13,73 | M?           |
| #13   | NGC 6396 13 | 17h 37m 37.0s    | -35° 01′ 18″      |      | ?               | ?          | ?            | ?            | 14,29 | M?           |
| #17   | NGC 6396 17 | 17h 37m 34.97s   | -35° 03′ 13.9″    |      | ?               | ?          | ?            | ?            | 13,23 | M?           |

- Dbl/Mul
- Nm = Non membre
- M? = Peut-être membre ou pas

Simbad montre aussi un bouton nommé Children. En cliquant sur ce bouton, on atteint une section de cette base de données qui renferme un tableau contenant 219 entrées pour NGC 6400. Cependant, des étoiles (les Children) peuvent apparaître plusieurs fois dans la deuxième colonne du tableau, d'où le nombre de liens bibliographiques qui est supérieure au nombre d'étoiles. La quatrième colonne de ce tableau indique la probabilité que l'étoile appartienne à l'amas. En cliquant sur le titre de cette colonne, on peut classer la probabilité par ordre croissant ou décroissant. En cliquant sur la désignation de l'étoile, on atteint la page de Simbad qui résume ses propriétés.